# Cheiracanthium brevispinum
Cheiracanthium brevispinum är en spindelart som beskrevs av Song, Feng och Su-qin Shang 1982. Cheiracanthium brevispinum ingår i släktet Cheiracanthium och familjen sporrspindlar. Inga underarter finns listade i Catalogue of Life.